# Michel Nédélec
Pour les articles homonymes, voir Nédélec (homonymie).
Michel Nédélec est un cycliste français (7 mars 1940 à Plougastel - 3 octobre 2009 à Brest). Il remporta Bordeaux-Paris en 1964.
Il fut au sein de l'équipe Peugeot le coéquipier de Tom Simpson. Il a participé aux Tour de France de 1964 et de 1965. Directeur sportif de l'équipe Saint-Étienne Pelussin dans les années 1980, il présida l'Union nationale des cyclistes professionnels (UNCP). Il participa longtemps à l'organisation du Ruban granitier breton (Tour de Bretagne).

## Palmarès
- 1958
  - Champion universitaire de poursuite
- 1960
  - Champion de France de poursuite amateur
- 1962
  - 3e du Grand Prix de Monaco
- 1963
  - 4e du Tour de l'Oise
  - Grand Prix du Parisien (contre-la-montre par équipes)
  - 3e du championnat de France de poursuite
  - 3e de Manche-Océan
- 1964
  - Bordeaux-Paris
  - 3e du Circuit de la Vienne
- 1965
  - Champion de France de poursuite
  - 9e de Paris-Nice
- 1966
  - 3e du championnat de France de poursuite

## Résultats sur le Tour de France
2 participations
- 1964 : abandon 5e
- 1965 : abandon 6e